# 래리 터커
래리 터커(Larry Tucker, 1934년 6월 23일 ~ 2001년 4월 1일)는 미국의 배우, 각본가, 영화배우, 영화 프로듀서이다.
필라델피아에서 태어났으며 로스앤젤레스에서 사망하였다. 사인은 다발성 경화증이다.

## 영화
- 엔젤스 하드 에스 데이 컴 (1971년)
- 이상한 나라의 알렉 (1970년)
- 파트너 체인지 (1969년)
- 충격의 복도 (1963년)
- 애드바이즈 앤 컨센트 (1962년) - 마누엘 역